# PubChem
PubChem je baza podataka kemijskih molekula i njihovih aktivnosti. 
Puštena je u pogon 2004. godine.
Održava ju Nacionalni centar za biotehnološke informacije (NCBI) koji je dio Nacionalne knjižnice medicine koja pripada Nacionalnim institutima zdravstva SAD (NIH). PubChem-u se može besplatno pristupiti preko mrežnog korisničkog sučelja. Milijuni struktura sastojaka i opisnih skupova podataka može se besplatno skinuti s ftp-a na adresi pubchem.ncbi.nlm.nih.gov/pc_fetch/pc_fetch-help.html. PubChem sadrži opise tvari i malih molekula koje su s manje od tisuću atoma i manje od tisuću kemijskih veza. Više od 80 opskrbljivača baza podataka prinose bazi podakat PubChemu.
PMID je 15879180.
Projekt je imao problema od početka rada jer je predstavljao izravnog takmaca već postojećem servisu Američkog kemijskog društva (American Chemical Society)  Chemical Abstracts Serviceu. ACS je u ovom imao veliki interes, jer besplatni PubChem je ugrožavao Chemical Abstracts Service koji je ACS-u jedan od glavnih stvaratelja prihoda. Radi rješavanja ovog slučaja, ACS je aktivno lobirao u američkom kongresu. Malo poslije nego je stvoren PubChem, Američko kemijsko društvo lobiralo je u Kongresu SAD za ograničenje djelokruga PubChem, zbog toga što su dokazivali da konkurira njihovom Chemical Abstracts Serviceu.

## Sastavni dijelovi
PubChem se sastoji od triju dinamično rastućih primarnih baza podataka. Do 29. rujna 2014. to su:
- Compounds, 54 milijuna natuknica[6] (do 31 milijun natuknica siječnja 2011.), sadrži čiste i karakterizirane kemijske sastojke.[7]
- Substances, 163.5 million entries[8] (do 75 milijuna natuknica siječnja 2011.[9]), sadrži i smjese, ekstrakte, složene spojeve i nekarakterizirane tvari.
- BioAssay, rezultati biološke aktivnosti od 6059[10] (od 1644 siječnja 2011,[11]) programi za visokopropusno probiranje (high-throughput screening) s nekoliko milijuna jedinica.

## Pretraživanje
Širok je izbor mogućnosti kojim se može pretraživati baze podataka, poput kemijske strukture, dijelova imena, kemijske formule, molekulske mase, particijskog koeficijenta (XLogP) i po broju davatelja i primatelja vodikove veze.
PubChem ima svoj vlastiti mrežni contains its own online molekulski uređivač sa SMILES/SMARTS-om i podrškom za međunarodni kemijski identifikator (InChi) kojim se omogućuje uvoz i izvoz svih poznatih formata kemijskih datoteka radi pretrage stuktura i fragmenata.
Svaki rezultat pretraživanja daje iinformaciju o istoznačnicama, kemijskim osobinama, kemijskoj strukturi uključujući i SMILES-ove i InChI-jeve stringove, biološku aktivnost te poveznice na sastojke koji su strukturno srodni i na druge baze NCBI-jeve baze podataka kao PubMed.